# Pozo Alcón
Pozo Alcón ist ein aus dem gleichnamigen Hauptort, dem Dort Fontanar und mehreren Weilern bestehende Gemeinde (municipio) mit insgesamt 4.550 Einwohnern (Stand: 2024) im Süden der Provinz Jaén in der autonomen Region Andalusien.

## Lage
Pozo Alcón liegt teilweise im Naturpark Sierras de Cazorla, Segura y Las Villas in einer Höhe von ca. 855 m ü. d. M. Die Entfernung zur Provinzhauptstadt Jaén beträgt knapp 80 km (Fahrtstrecke) in westnordwestlicher Richtung. Durch die Gemeinde fließt der Río Guadalentín. Im Nordosten der Gemeinde befindet sich die La Bolera-Talsperre. Das Klima im Winter ist gemäßigt, im Sommer dagegen warm bis heiß; die geringen Niederschlagsmengen (ca. 465 mm/Jahr) fallen – mit Ausnahme der nahezu regenlosen Sommermonate – verteilt übers ganze Jahr.

## Bevölkerungsentwicklung
| Jahr      | 1970  | 1980  | 1990  | 2000  | 2010  | 2020  |
| Einwohner | 8.042 | 6.085 | 6.066 | 5.600 | 5.245 | 4.644 |

## Sehenswürdigkeiten

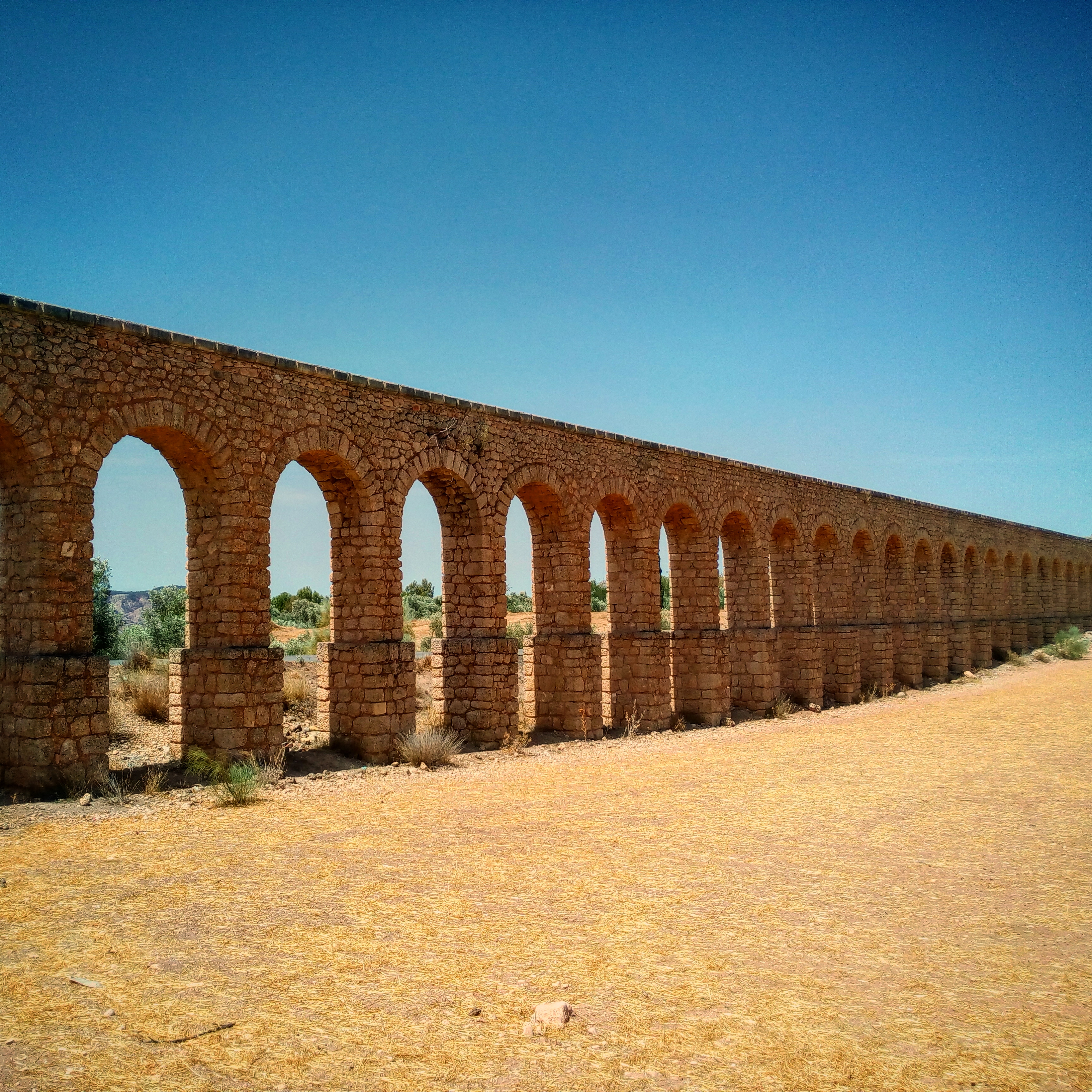
Aquädukt
- Marienkirche (Iglesia de Nuestra Señora de la Encarnación)
- Rathaus

- Aquädukt

## Gemeindepartnerschaft
Mit der spanischen Gemeinde Palafrugell in der Provinz Girona (Katalonien) besteht eine Partnerschaft.